# Werner Bumeder

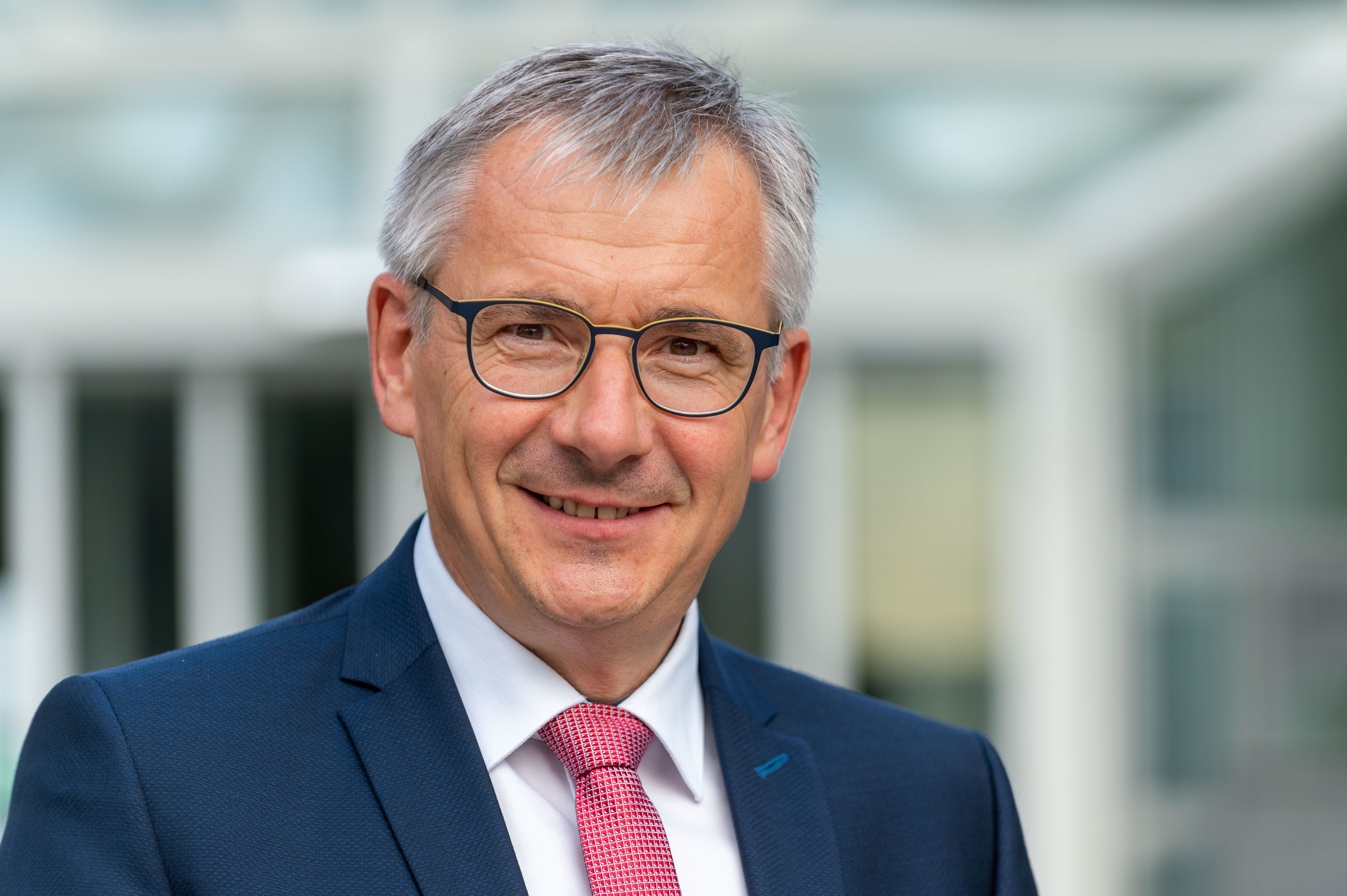
Werner Bumeder (2020)

Werner Bumeder (* 10. August 1967 in Mamming) ist ein deutscher Politiker (CSU). Bei der Landratswahl am 15. März 2020 wurde er als Nachfolger von Heinrich Trapp zum Landrat des Landkreises Dingolfing-Landau in Niederbayern gewählt, das er am 1. Mai 2020 angetreten hat.

## Leben
Bumeder wuchs in seinem Heimatort Mamming am elterlichen landwirtschaftlichen Betrieb mit zwei älteren Geschwistern auf.
An der Realschule in Dingolfing erwarb er die Mittlere Reife und machte anschließend an der Fachoberschule in Landshut/Schönbrunn das Fachabitur im Bereich Landwirtschaft.
Nach dem Grundwehrdienst als Gebirgs- und Panzerpionier in Brannenburg und Straubing/Feldkirchen hat er sein Studium zum Diplom-Agraringenieur (FH) an der HAW Landshut und an der HAW Weihenstephan im Jahr 1990 abgeschlossen.
Ab 1991 war er in der CSU-Landesleitung in München tätig, zunächst als Agrar- und Umweltreferent, später übernahm er die Abteilungsleitung für alle Politikfelder sowie die Außenorganisation der CSU für ganz Bayern. Vor seiner Wahl zum Landrat war er auch als Stellvertretender Hauptgeschäftsführer und seit 2019 Büroleiter des Parteivorsitzenden Markus Söder.

## Politische Ämter
1990 wurde Bumeder in den Gemeinderat von Mamming gewählt, dem er bis 30. April 2020 angehörte; gleichzeitig war er von 2008 bis 2020 zweiter Bürgermeister von Mamming. 1996 wurde er in den Kreistag des Landkreises Dingolfing-Landau gewählt. 2002, 2008 und 2014 wurde er wiedergewählt. 2020 erzielte er die höchste Stimmenzahl aller Bewerber (46.236 Stimmen); als Landrat kann er gesetzlich nicht mehr Kreisrat sein.
Von 2014 bis 2020 war er Stellvertretender Landrat von Dingolfing-Landau. Er arbeitete im Kreistag in verschiedenen Ausschüssen mit, im Bauausschuss, im Jugendhilfeausschuss, im Personalausschuss sowie im Kreisausschuss. 
1983 war er in die Junge Union eingetreten und war hier Orts- und Kreisvorsitzender. Seit 1988 ist er CSU-Mitglied und war als Ortsvorsitzender, stellvertretender Kreisvorsitzender sowie Delegierter auf Kreis-, Bezirks- und Landesebene tätig.

### Landrat
Am 15. März 2020 erzielte Bumeder bei der Landratswahl im Rahmen der Kommunalwahlen in Bayern 2020  unter fünf angetretenen Kandidaten auf Anhieb deutlich mehr als die absolute Mehrheit der gültigen Stimmen, nämlich 69,1 Prozent. Zweitplatzierter war Bernd Vilsmeier (SPD) mit 10,8 Prozent. Bumeder trat das Amt am 1. Mai 2020 an.
Der bisherige Landrat Heinrich Trapp (SPD) konnte aufgrund der für Landräte geltenden Altersgrenze im bayerischen Wahlrecht nicht mehr kandidieren.